# جماعة أنصار الإسلام
كانت جماعة أنصار الإسلام جماعة سلفية جهادية ناشطة في سوريا والعراق. تأسست في عام 2007 بعد حل جماعة أنصار السنة، وتم حلها ودمجها في وزارة الدفاع السورية بعد هجمات المعارضة السورية عام 2024. تم تصميمه على غرار أنصار الإسلام، وهي مجموعة نشطة من عام 2001 إلى عام 2003، أما كانت مجموعة مختلفة.

## تاريخ
تأسست أنصار الإسلام وقادها الملا كريكار في إمارة كردستان الإسلامية، وعملت هناك حتى عملية فايكنغ هامر في مارس 2003، وتم حلها بعد ذلك. هرب أبو عبد الله الشافعي من إقليم كردستان، وأسس جماعة أنصار السنة، التي كانت في الغالب عربية، ولكنها شملت أيضا بعض الأكراد. في عام 2007، انقسمت جماعة أنصار السنة إلى جماعة أنصار أهل السنة، وجماعة أنصار الإسلام. في تشرين الثاني/نوفمبر 2008، تلقى رئيس أساقفة في الموصل تهديدا من جماعة أنصار الإسلام، يحذر جميع المسيحيين من المغادرة أو القتل.
كانت جماعة أنصار الإسلام ناشطة في التمرد العراقي. وأعلنت الجماعة هجمات ضد قوات الأمن العراقية، وخاصة حول الموصل وكركوك. كما أنشأت جماعة أنصار الإسلام وجودا في سوريا للمشاركة في الحرب الأهلية السورية، لفترة وجيزة تحت اسم "أنصار الشام" قبل العودة إلى اسمها. تعاونت المجموعة مع ألوية أحفاد الرسول لقصف المجمعات العسكرية السورية في دمشق في أغسطس 2012. كما لعبت دورا في معركة حلب وتعاونت مع العديد من الجماعات السلفية الأخرى بما في ذلك جبهة النصرة والجبهة الإسلامية. ظلت جماعة أنصار الإسلام تعمل عندما انضم العديد من الأعضاء رفيعي المستوى إلى داعش.
في حين أن المجموعة كانت أساسا إحياء أنصار الإسلام، كان للمجموعتين اختلافات كبيرة. كانت جماعة أنصار الإسلام الجماعة الجهادية الأكثر شعبية للأكراد، ومع ذلك لم تكن كردية فريدة مثل أنصار الإسلام، ولم تكن قومية أيضا. عندما تأسست جماعة أنصار الإسلام، ادعى الملا كريكار أنه لا علاقة له به أو بأنصار الإسلام الأصلي.
في 29 أغسطس 2014، أعلن 50 من أعضاء وقادة جماعة أنصار الإسلام عن انضمامهم إلى الدولة الإسلامية. ومع ذلك، انضموا كأفراد، واستمرت جماعة أنصار الإسلام في معارضة داعش وعملت بشكل مستقل. في 15 ديسمبر 2011، أعلنت جماعة أنصار الإسلام عن زعيم جديد، أبو هاشم آل إبراهيم. في نوفمبر 2015، صرح أبو الوليد السلفي أن "عددا من قادة الجماعة، بما في ذلك أبو هاشم آل إبراهيم، أمير الجماعة، اعتقلوا في أوائل عام 2014"، ولم يذكر خليفته.
في عام 2016، قاتلوا إلى جانب جبهة النصرة في حلب خلال هجوم كبير في المدينة. يقال إن قائدا عسكريا للجماعة، أبو ليث التونسي، قتل في القتال خلال هذه العملية، على الأرجح في جنوب غرب حلب. بحلول يوليو 2018، كان فصيل جماعة أنصار الإسلام السوري نشطا في إدلب ومحافظة اللاذقية، حيث داهم البؤر الاستيطانية المحلية للجيش السوري. بعد الاتفاق التركي الروسي لتجريد إدلب من السلاح في سبتمبر 2018، انضم الفرع السوري لجماعة أنصار الإسلام إلى غرفة غرفة عمليات وحرض المؤمنين مع جماعات أخرى مرتبطة بتنظيم القاعدة لمعارضة أي محاولات لنزع السلاح في شمال غرب سوريا. انضمت المجموعة في وقت لاحق إلى غرفة العمليات الثابتة. عارضت جماعة أنصار الإسلام تركيا بعد نزع سلاح إدلب، وبدأت في مهاجمة القوات التركية مباشرة في سوريا في مارس 2019.
في 30 أكتوبر 2019، أعلنت جماعة أنصار الإسلام مسؤوليتها عن هجوم بعبوات مردة مرتجلة على سيارة تابعة لقوات الحشد الشعبي في محافظة ديالى في شمال شرق العراق. بحلول عام 2021، نأت بنفسها عن تحالفاتها وأصبحت أكثر استقلالية.
كان لدى المجموعة ما يقدر بنحو 100 مقاتل في عام 2024، وحوالي 300 قبل عام 2020. كانت تتألف في المقام الأول من الأكراد، بغض النظر عن البلد. كان لدى المجموعة أيضا أعضاء أكراد سوريين، كونها واحدة من الجماعات الجهادية القليلة جدا التي كان لها وجود كردي سوري. كانت الأعراق الأخرى والجهاديون الأجانب سائدين أيضا. شاركت المجموعة في هجمات المعارضة السورية لعام 2024. في 29 يناير 2025، أعلن أن المجموعة، والعديد من المجموعات الأخرى، قد حلت وتم دمجها في وزارة الدفاع.